# Mora (freguesia)
A Freguesia de Mora é uma freguesia portuguesa do Município de Mora, com 127,59 km² de área e 2217 habitantes (censo de 2021), tendo, por isso, uma densidade populacional de 17,4 hab./km².

## Demografia
A população registada nos censos foi:
| Distribuição da População por Grupos Etários | Distribuição da População por Grupos Etários | Distribuição da População por Grupos Etários | Distribuição da População por Grupos Etários | Distribuição da População por Grupos Etários |
| -------------------------------------------- | -------------------------------------------- | -------------------------------------------- | -------------------------------------------- | -------------------------------------------- |
| Ano                                          | 0-14 Anos                                    | 15-24 Anos                                   | 25-64 Anos                                   | > 65 Anos                                    |
| 2001                                         | 357                                          | 389                                          | 1362                                         | 712                                          |
| 2011                                         | 288                                          | 226                                          | 1274                                         | 734                                          |
| 2021                                         | 228                                          | 192                                          | 1039                                         | 758                                          |